# 5692 Shirao
5692 Shirao eller 1992 FR är en asteroid i huvudbältet som upptäcktes den 23 mars 1992 av de båda japanska astronomerna Kazuro Watanabe och Kin Endate vid Kitami-observatoriet. Den är uppkallad efter den japanske amatörastronomen Motomaro Shirao.
Asteroiden har en diameter på ungefär 9 kilometer.